# 稲葉興作
稲葉 興作（いなば こうさく、1924年1月16日 - 2006年11月26日）は、シンガポール生まれの実業家。石川島播磨重工業社長、会長、日本商工会議所会頭、日本会議会長を務めた。

## 経歴
- 麻布中学校、旧制松本高校を経て、
- 1946年 東京工業大学工学部機械工学科卒業
- 1983年 石川島播磨重工業社長就任
- 1993年 日本商工会議所会頭就任
- 1995年 石川島播磨重工業会長就任
- 1996年 勲一等瑞宝章受章
- 1997年 東京メトロポリタンテレビジョン取締役就任
- 1998年 日本会議第2代会長就任
- 2001年 石川島播磨重工業相談役
- 2003年 勲一等旭日大綬章受章
- 2006年 午前1時46分、心不全のため死去。享年82。